# Game of Bones
Game of Bones – Winter is Cumming ist eine US-amerikanische Porno-Parodie des Regisseurs Lee Roy Myers auf die Fantasy-Serie Game of Thrones.

## Handlung
Der Film handelt von einer fiktiven Welt auf Westeros und Essos. Dort sind die Jahreszeiten unvorhersehbar. Eine Jahreszeit kann Jahre oder Jahrzehnte dauern. Während es in der Originalserie um Themen wie Politik, Gesellschaftsverhältnisse oder Religion umfasst, geht es in Game of Bones um Sex.
2019 veröffentlichte Lee Roy Myers die Fortsetzung der Parodie mit dem Titel Game of Bones 2 – Winter Came Everywhere.

## Auszeichnungen
AVN Awards 2015:
- Nominee: Best Marketing Campaign – Individual Project
- Nominee: Best Art Direction
- Nominee: Best Non-Sex Performance, Seth’s Beard
- Nominee: Best Parody
- Nominee: Best Makeup

Dirty Dozen of 2013:
- Winner: Best Porn Parody

Nightmoves 2014:
- Nominee: Best Parody: Drama

TLA RAW Awards 2014:
- Nominee: Best Porn Parody

XBIZ Awards 2015:
- Nominee: Director of the Year – Parody, Lee Roy Myers

XCritic Editor’s Choice Awards 2013:
- Winner: Best Director: Parody, Lee Roy Myers